# Central térmica de la Minero Siderúrgica de Ponferrada
La Central térmica de la Minero Siderúrgica de Ponferrada, habitualmente conocida como Central térmica de la MSP, es una antigua central térmica alimentada con carbón que se encuentra situada en la localidad de Ponferrada, en León (España), perteneciente a la empresa Minero Siderúrgica de Ponferrada. Actualmente la central ha sido reconvertida en un museo y abierta al público y forma parte del Museo Nacional de la Energía. Su recuperación como museo ha supuesto el reconocimiento internacional con la concesión en 2012 del Premio Europa Nostra, en la categoría de recuperación del patrimonio. En el año 2015 la asociación EMYA lo ha Nominado a mejor museo de Europa.

## Historia
La central original, en principio destinada al consumo interno de la empresa, data de 1919. De ésta sólo se conservan la chimenea de ladrillo y el edificio principal. Actualmente, los espacios de este edificio se usan como oficina, sala de usos múltiples y en él también se encuentra la cafetería del museo.
En 1929 la central fue ampliada para ser, además, suministradora a la red eléctrica general. Se construyen dos edificios de ladrillo rojo adyacentes, uno para las calderas y otro para los turboalternadores. Se construyeron inicialmente dos calderas dobles de la casa alemana Walther, de 3 MW cada una, para alimentar a dos turboalternadores.
Esta nueva central comienza a producir energía en abril de 1930, inicialmente con una potencia de 2800 kW aunque pronto se amplió a 6000 kW. En 1950 se amplió nuevamente la potencia pasando de 6000 kW a 13000 kW.
Estuvo en funcionamiento hasta 1971, un año antes de la puesta en marcha de Compostilla II. Tras una costosa restauración el edificio fue abierto al público como museo en 2011. Actualmente constituye la sección del carbón del Museo Nacional de la Energía dentro del cual se conoce como Ene.Térmica.

## Características

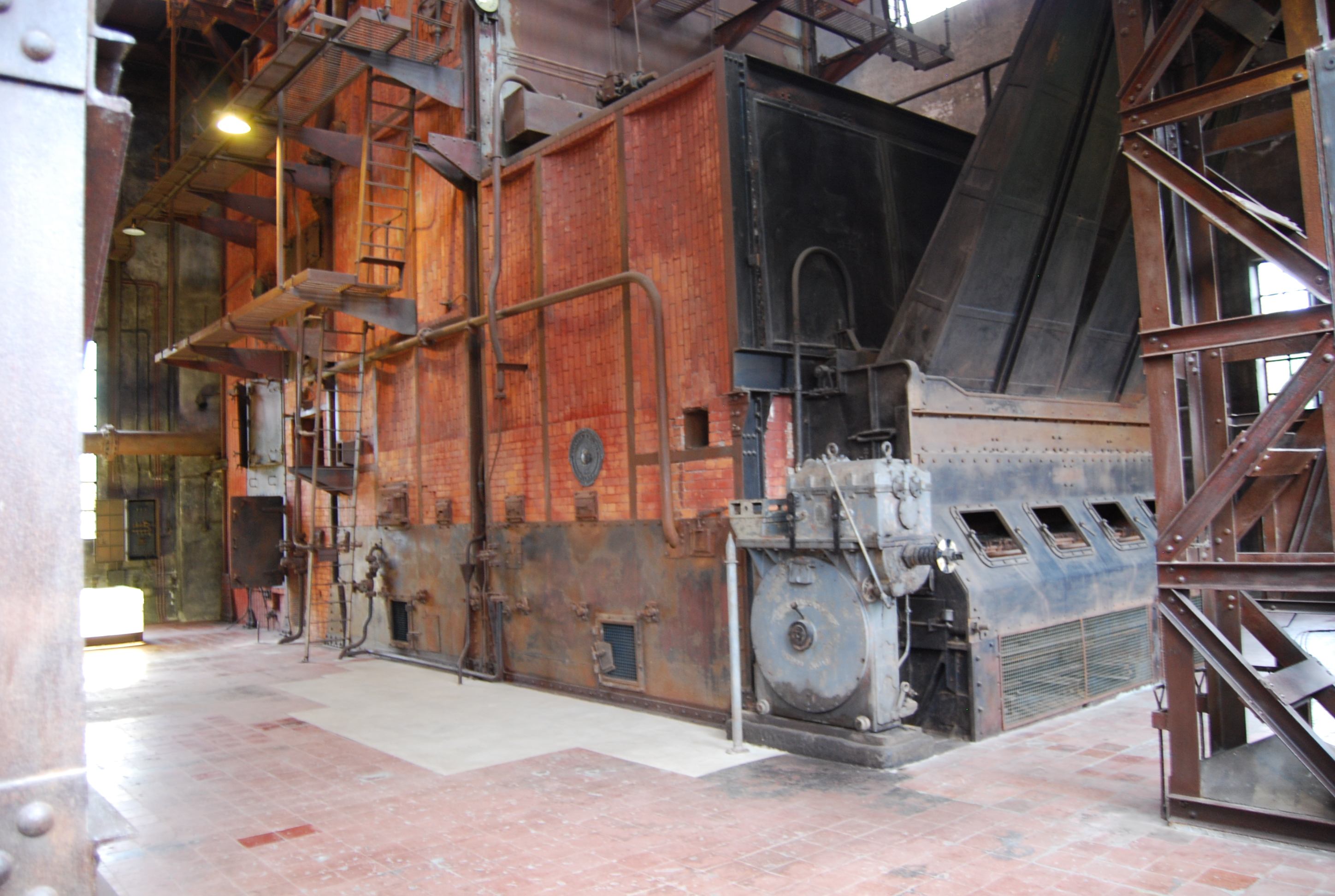
Nave calderas Central MSP Ponferrada

En la nave de calderas se encuentrandos calderas dobles de 3 MW de la marca Walther, que alimentaban cada una a una turbina y otras dos construidas por Babcock Wilcox, que suman otros 6 MW y que alimentaba una sola turbina.

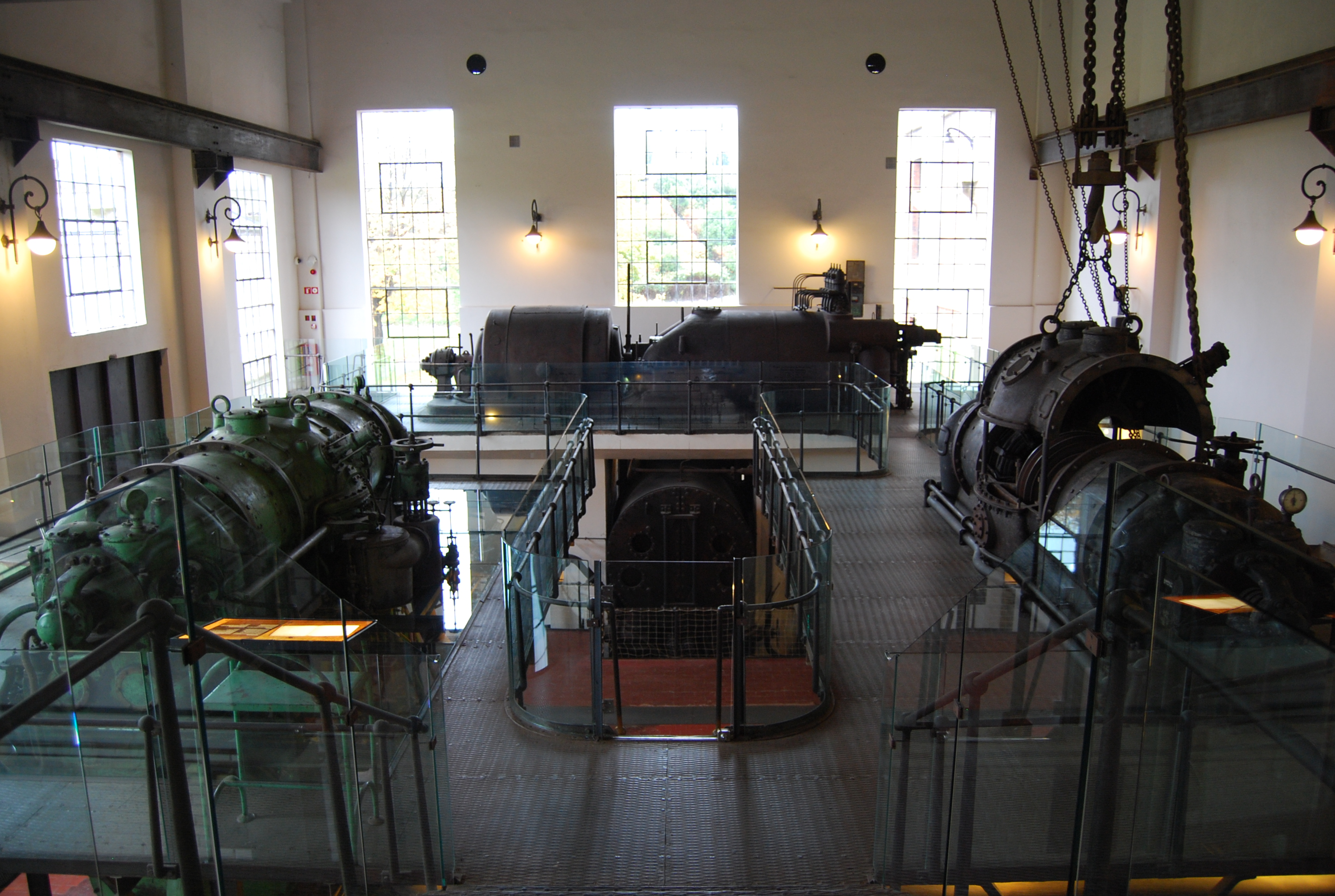
Sala de máquinas Central MSP Ponferrada

El equipo de generación consiste en dos turbinas gemelas más antiguas de 3 MW cada una y otra turbina de mayor tamaño de 6 MW. Las dos primeras, fabricadas por ASEA, son turbinas radiales de tipo Ljungström que se caracterizan porque el vapor va de dentro a fuera a través de una sucesión de discos concéntricos moviendo cada disco en sentido contrario al anterior. En cada extremo de la turbina hay un alternador. Estas turbinas proporcionaban mayor eficiencia aunque también presenta mayor complejidad mecánica y un mantenimiento más difícil.

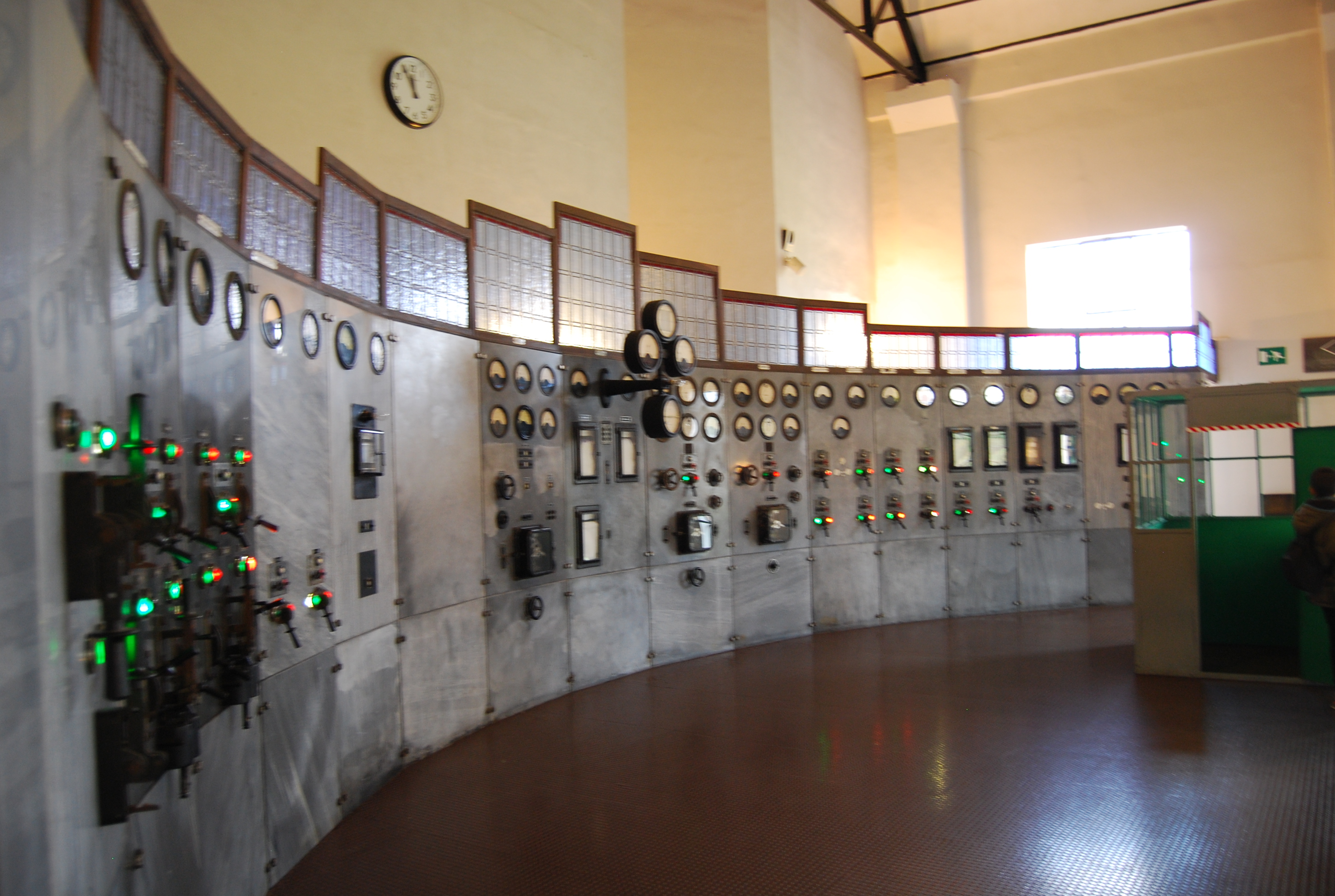
Sala control Central MSP Ponferrada

La turbina de mayor tamaño es de diseño más convencional, con un alternador separado del cuerpo de la turbina. Fue fabricada por la empresa suiza Brown Boveri (Actual ABB), y puesta en servicio en 1950.